# Julien Carette
Julien Carette (Parijs, 23 december 1897 - Saint-Germain-en-Laye, 20 juli 1966) was een Frans acteur. Hij bouwde een heel drukke carrière uit (125 lange speelfilms en 13 korte films). Hij was, net zoals Marcel Dalio, Noël Roquevert, Robert Le Vigan, Robert Dalban en Raymond Bussières, gespecialiseerd in bijrollen en hij was een van de meest vertrouwde en kenmerkende gezichten uit de Franse films van de periode 1930-1960.

## Leven en werk

### Afkomst, opleiding en toneelacteur
Carette's jeugd liep niet van een leien dakje en werd gekenmerkt door heel wat tegenslag. Hij deed heel wat verschillende jobs vooraleer zich in te schrijven aan het Art Déco (École nationale supérieure des arts décoratifs of ENSAD) in de hoop schilder te worden. Hij ontmoette er de toekomstige filmregisseur Claude Autant-Lara met wie hij later regelmatig samenwerkte. Hij had spoedig door dat schilderen niet zijn ding was. Daarop legde hij het ingangsexamen voor het Parijse Conservatoire af. Hoewel hij geweigerd werd slaagde hij er toch in figurant bij het Théâtre de l'Odéon te worden.

### Filmdebuut
Carette had al enige toneelervaring opgedaan toen hij in 1931 debuteerde op het witte doek: in de komedie Attaque nocturne, een korte film uit de beginperiode van zowel hoofdacteur Fernandel als van regisseur Marc Allégret. Het jaar daarop castte Allégret Carette naast Marcel Dalio in twee andere korte films. De gebroeders Prévert vertrouwden hem zijn eerste belangrijke rol toe in de komedie L'affaire est dans le sac (1932), Pierre Préverts regiedebuut. Nog datzelfde jaar draafde hij op als ruiter in de militaire satire Les Gaietés de l'escadron, met in de hoofdrollen Jean Gabin, Fernandel en Raimu, drie 'monstres sacrés'.

### Jaren dertig: filmdebuut en de drukste jaren
Carette's naam verscheen in die periode op de generiek van meer dan 60 films. Zijn acteerprestaties in vier klassiek geworden werken van (Jean Renoir) vormden een hoogtepunt in zijn carrière. In de pacifistische Eerste Wereldoorlogsfilm La Grande Illusion (1937) gaf hij gestalte aan de volkse praatgrage sergeant die deel uitmaakte van een groep opgesloten Franse officieren in een Duits gevangenenkamp. In La Bête humaine (1938), een noodlotsdrama naar de gelijknamige roman van Émile Zola, vertolkte hij de vriend en werkmakker (als bestuurder van de trein) van Jean Gabin. In La Règle du jeu (1939), een scherpe zedenkomedie over de Franse bovenklasse en hun personeel, speelde hij de stroper die knecht op een kasteel wordt.
Marc Allégret dacht opnieuw aan Carette en gaf hem enkele bijrollen, onder meer in de tragikomedies Gribouille (1937), waarin Michèle Morgan haar eerste belangrijke rol speelde naast Raimu, en Entrée des artistes (1938). Het jaar daarop vond Carette Michèle Morgan terug in het drama Le Récif de corail, ditmaal in het gezelschap van Gabin.

### Jaren veertig en vijftig
Carette werd de fetisjacteur van Claude Autant-Lara onder wiens regie hij 8 films draaide. In L'Auberge rouge (1951) vertolkte hij met verve de dreigende hotelier-herbergier die de lugubere gewoonte heeft zijn klanten te vermoorden en te beroven. Het commercieel succes van deze tragikomedie werd nog overvleugeld door het geweldig onthaal dat La Jument verte (1959) te beurt viel. In deze komedie, naar de gelijknamige succesrijke roman van Marcel Aymé, vertolkte Carette de burgemeester van een dorp waar twee families elkaar naar het leven staan.
Het was Henri Decoin die Carette voor het eerst castte naast Danielle Darrieux, in de komedie Battement de cœur (1940). Jean-Paul Le Chanois gaf Carette een bijrol in drie van zijn tragikomedies, telkens naast Bernard Blier. Ook Marcel Carné wist Carette's talent meermaals te benutten, eerst in Les Portes de la nuit (1946), een poëtisch drama dat zich in één nacht tijd in Parijs voltrekt. Drie jaar later kwam Carette Gabin alweer tegen, deze keer in La Marie du port, een tragikomedie naar de gelijknamige roman van Georges Simenon.
Enkele keren nam Carette de hoofdrol voor zijn rekening, vooral in de tweede helft van de jaren veertig. Ruim 10 jaar na L'affaire est dans le sac (Carette's tweede filmverschijning, 1932) gaf Pierre Prévert hem bijvoorbeeld de titelrol in zijn misdaadkomedie Adieu Léonard (1943). Carette vertolkte er een gewone man die een blunder begaat en daarvoor gechanteerd wordt door iemand die van hem een moordenaar wil maken.   
Dat Carette zijn bijnaam van 'titi parisien' niet gestolen had, bewezen ook de talrijke films die Parijs in hun titel droegen: Paris-Camargue, Aventure à Paris, Café de Paris, Lumières de Paris, Rome-Paris-Rome, Rencontre à Paris, Si Paris nous était conté en Paris, Palace Hôtel. In de tragikomedie La Bonne Étoile (1943) werd hij kortweg 'le Parisien' genoemd.

### Samenwerkingen
Carette werd heel dikwijls gecast in films van de bekendste acteurs van zijn tijd zoals Jean Gabin (9 films), Bernard Blier (8), Jules Berry (10), Pierre Brasseur (7), Fernandel (6), Danielle Darrieux (6), Raimu (4), François Périer (4), Louis Jouvet (3), Michèle Morgan (3) en Bourvil (2).
Cineasten zoals Claude Autant-Lara, Marc Allégret (7 films), Jean Renoir (4), Gilles Grangier (3), Jean-Paul Le Chanois (3), Marcel Carné (2) en Henri Decoin (2) alsook minder befaamde cineasten als Pierre Carron, Richard Pottier en René Guissart deden regelmatig een beroep op zijn acteerkunst. 
Hij verscheen ook meerdere keren in films met beroemde zangers. Hij speelde onder meer mee in de succesrijke muziekfilm Marinella (1936), waarin Tino Rossi zijn eerste belangrijke rol speelde. Met Charles Trenet draaide hij onder meer de muziekfilm Je chante (1938) en Adieu Léonard. Met Luis Mariano deelde hij de hoofdrol in de muziekfilm Histoire de chanter (1947).

### Typische rollen
Carette had dikwijls een spottende en vrijpostige air en Parijse branie over zich, wat hem van pas kwam in de vele films die zich in Parijs afspeelden.
Hij belichaamde bij voorkeur eenvoudige en rechtlijnige personages die dienende beroepen uitoefenden zoals knecht (2), chasseur in een restaurant, barman, cafébaas, herbergier, kok, butler (2), kamerdienaar of koetsier (2). Hij speelde ook vaak oppassers (nachtwaker, conciërge, portier, cipier, opzichter van de gemeentelijke opslagplaats of soldaat) en kleine zelfstandigen (kruidenier, fotograaf, handelsreiziger, garagist, ex-visser en journalist) of arbeiders (behanger, treinmachinist (2), ...). Hij gaf eveneens gestalte aan een clochard (2), een stroper of een werkzoekende, mannen aan de rand van de samenleving.   

### Privéleven
Zijn carrière stokte omstreeks 1960 omdat hij erg veel last had van artrose. Wat later maakte hij een einde aan zijn filmactiviteiten.
Krachteloos en hulpeloos geworden kwam hij in 1966 om in een brand veroorzaakt door zijn sigaret in zijn appartement. Hij werd 68 jaar. 

## Filmografie (selectie)
- 1931 - Attaque nocturne (Marc Allégret) (korte film)
- 1932 - Le Collier (Marc Allégret) (korte film)
- 1932 - Les Quatre Bras (Marc Allégret) (korte film)
- 1932 - L'affaire est dans le sac (Pierre Prévert) (middellange film)
- 1932 - Les Gaietés de l'escadron (Maurice Tourneur)
- 1933 - Adieu les beaux jours (Johannes Meyer en André Beucler)
- 1933 - Georges et Georgette (Reinhold Schünzel en Roger Le Bon)
- 1934 - Ferdinand le noceur (René Sti)
- 1935 - Fanfare d'amour (Richard Pottier)
- 1935 - Parlez-moi d'amour (René Guissart)
- 1935 - Aventure à Paris (Marc Allégret)
- 1936 - Marinella (Pierre Caron)
- 1936 - 27 rue de la Paix (Richard Pottier)
- 1937 - La Fessée (Pierre Caron)
- 1937 - La Grande Illusion (Jean Renoir)
- 1937 - Gribouille (Marc Allégret)
- 1937 - Les Rois du sport (Pierre Colombier)
- 1938 - La Marseillaise (Jean Renoir)
- 1938 - L'Accroche-cœur (Pierre Caron)
- 1938 - La Bête humaine (Jean Renoir)
- 1938 - Café de Paris (Yves Mirande en Georges Lacombe)
- 1938 - Derrière la façade (Yves Mirande en Georges Lacombe)
- 1938 - Entrée des artistes (Marc Allégret)
- 1938 - Je chante (Christian Stengel)
- 1938 - Lumières de Paris (Richard Pottier)
- 1938 - La Route enchantée (Pierre Caron)
- 1939 - Le Récif de corail (Maurice Gleize)
- 1939 - La Famille Duraton (Christian Stengel)
- 1939 - La Règle du jeu (Jean Renoir)
- 1940 - Tempête (Dominique Bernard-Deschamps)
- 1940 - Battement de cœur (Henri Decoin)
- 1941 - Parade en sept nuits (Marc Allégret)
- 1942 - À la belle frégate (Albert Valentin)
- 1942 - La Bonne Étoile (Jean Boyer)
- 1942 - Lettres d'amour (Claude Autant-Lara)
- 1943 - Adieu Léonard (Pierre Prévert)
- 1943 - Bonsoir mesdames, bonsoir messieurs (Roland Tual)
- 1944 - Le Merle blanc (Jacques Houssin)
- 1945 - Vingt-quatre heures de perm' (Maurice Cloche)
- 1945 - Messieurs Ludovic (Jean-Paul Le Chanois)
- 1946 - Impasse (Pierre Dard)
- 1946 - Sylvie et le Fantôme (Claude Autant-Lara)
- 1946 - Les Portes de la nuit (Marcel Carné)
- 1947 - Histoire de chanter (Gilles Grangier)
- 1947 - Le Mannequin assassiné (Pierre de Hérain)
- 1948 - Une si jolie petite plage (Yves Allégret)
- 1948 - Entre onze heures et minuit (Henri Decoin)
- 1949 - Amédée (Gilles Grangier)
- 1949 - Branquignol (Robert Dhéry)
- 1949 - La Marie du port (Marcel Carné)
- 1949 - Occupe-toi d'Amélie (Claude Autant-Lara)
- 1949 - Premières Armes (René Wheeler)
- 1950 - Sans laisser d'adresse (Jean-Paul Le Chanois)
- 1950 - E' più facile che un cammello... (Luigi Zampa)
- 1951 - Agence matrimoniale (Jean-Paul Le Chanois)
- 1951 - L'Auberge rouge (Claude Autant-Lara)
- 1951 - Drôle de noce (Léo Joannon)
- 1951 - Rome-Paris-Rome (Signori, in carrozza!) (Luigi Zampa)
- 1952 - Au diable la vertu (Jean Laviron)
- 1952 - La Fête à Henriette (Julien Duvivier)
- 1953 - L'Amour d'une femme (Jean Grémillon)
- 1953 - Le Bon Dieu sans confession (Claude Autant-Lara)
- 1954 - Sur le banc (Robert Vernay)
- 1956 - Rencontre à Paris (Georges Lampin)
- 1956 - Si Paris nous était conté (Sacha Guitry)
- 1956 - Crime et Châtiment (Georges Lampin)
- 1956 - Je reviendrai à Kandara (Victor Vicas)
- 1956 - Pardonnez nos offenses (Robert Hossein)
- 1956 - Paris, Palace Hôtel (Henri Verneuil)
- 1957 - La Belle et le Tzigane (Jean Dréville en Marton Keleti)
- 1957 - Le Temps des œufs durs (Norbert Carbonnaux)
- 1957 - Les trois font la paire (Sacha Guitry en Clément Duhour)
- 1958 - Le Joueur (Claude Autant-Lara)
- 1958 - Le Miroir à deux faces (André Cayatte)
- 1959 - Archimède le clochard (Gilles Grangier)
- 1959 - La Jument verte (Claude Autant-Lara)
- 1960 - Vive Henri IV, vive l'amour (Claude Autant-Lara)
- 1963 - La Foire aux cancres (Louis Daquin)
- 1964 - Les Aventures de Salavin (Pierre Granier-Deferre)
- 1964 - Les Pieds nickelés (Jean-Claude Chambon)